# Jan Siberechts

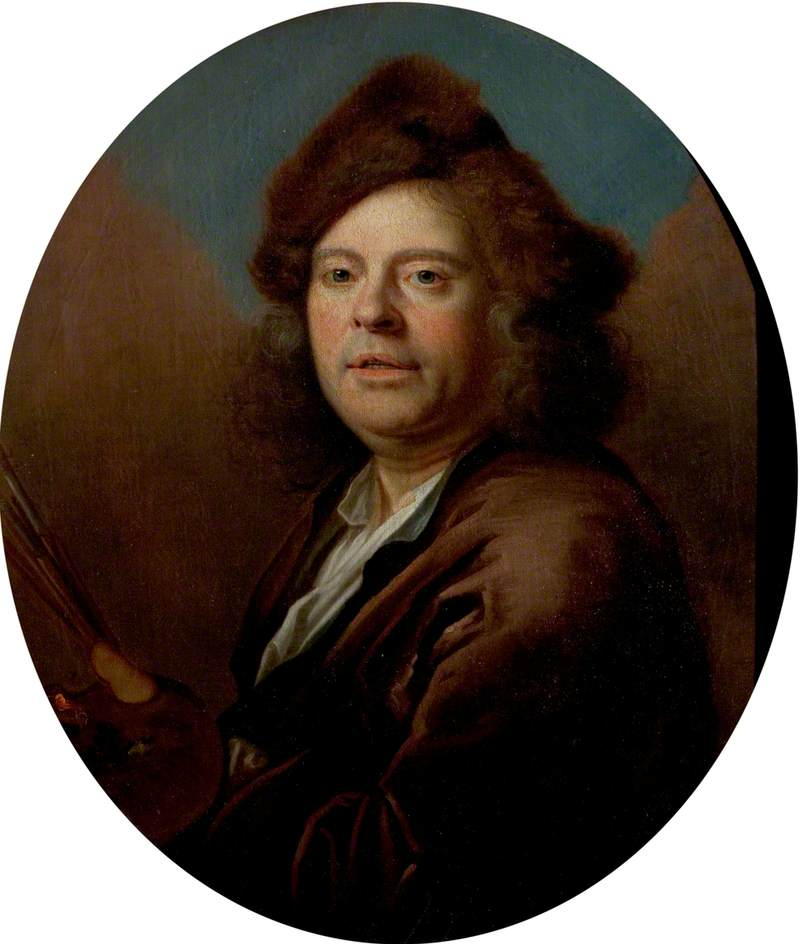
Portret van Jan Siberechts door Nicolas de Largillière (tussen 1674 en 1679)

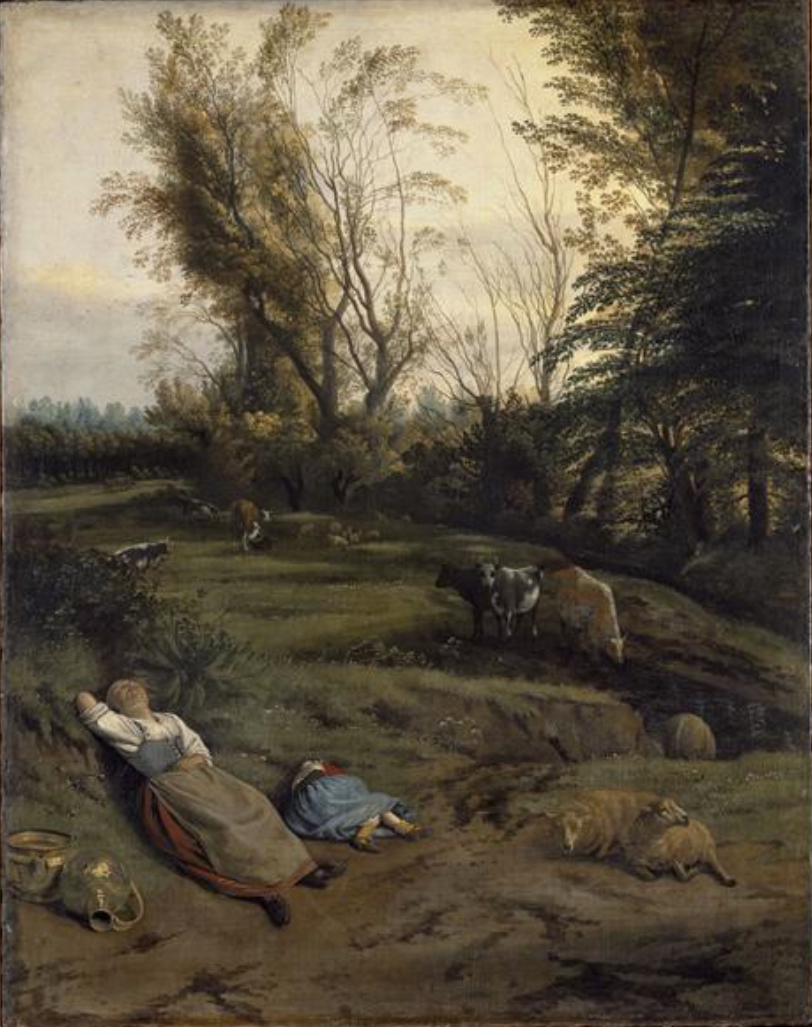
Weide met twee slapende herderinnen

Jan Siberechts (Antwerpen, 1627 - Londen, 1703) was een Zuid-Nederlands landschapsschilder die na een succesvolle carrière in Antwerpen, in het laatste deel van zijn leven emigreerde naar Engeland. Hier stonden zijn topografische gezichten aan het begin van de Engelse landschapstraditie.

## Leven
Hij werd geboren in Antwerpen, als de zoon van een beeldhouwer met dezelfde naam. Hij trainde in Antwerpen met zijn vader en werd een meester in de plaatselijke Sint-Lucasgilde in 1648-1649. Het is mogelijk, maar niet zeker, dat op het einde van jaren 1640 en het begin van de jaren 1650 hij Italië bezocht. Hij trouwde met Maria-Anna Croes in Antwerpen in 1652. Hij ontwikkelde een eigen stijl van landschapschilderkunst, die een grote indruk maakte op George Villiers, de 2de Hertog van Buckingham, toen die Antwerpen bezocht in 1670. De hertog nodigde de kunstenaar uit naar Engeland.
Siberechts arriveerde in Engeland rond 1672 en bracht de eerste drie jaar in Engeland door met het schilderen van decoraties in het Hertogs nieuwgebouwde Cliveden House in Taplow, Buckinghamshire, Engeland. In de tweede helft van de jaren 1670 en in de jaren 1680 reisde hij in Engeland rond en voltooide talrijke opdrachten voor aristocratische opdrachtgevers. Hij woonde in Londen, waar een van zijn dochters een kantmaker voor de koningin was. Zijn jongste dochter, Frances, trouwde in Londen met de Vlaamse beeldhouwer Artus Quellinus III (in Engeland bekend als 'Arnold Quellinus') en, na diens dood met John Nost, een andere Vlaamse beeldhouwer verblijvende in Londen.
Siberecht stierf in Londen.
John Wootton was een van zijn leerlingen.

## Werk

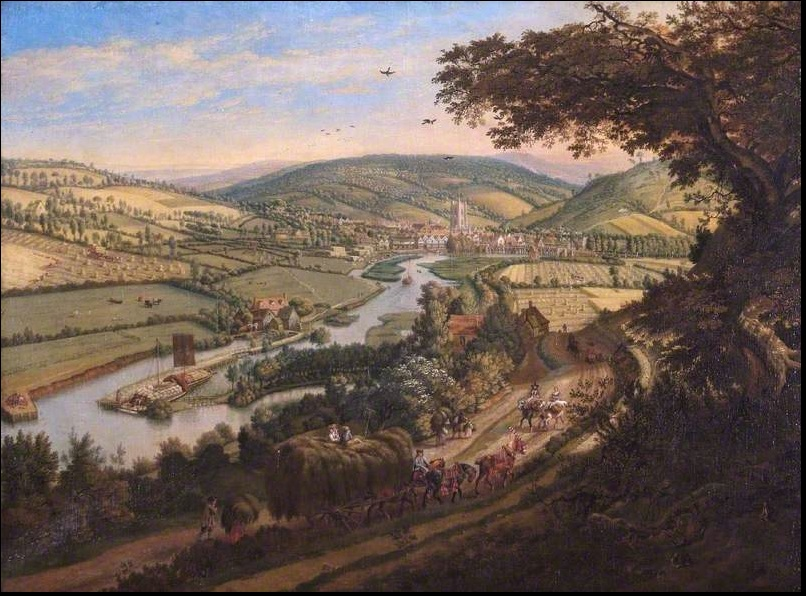
Henley-on-Thames vanaf Wargrave Road, Oxfordshire, 1698 (River and Rowing Museum, Henley-on-Thames)

Zijn vroege werken waren schatplichtig aan de Nederlandse Italianiserende landschapsschilders zoals Nicolaes Berchem en Karel Dujardin. Siberechts kende hun werk alhoewel deze kunstenaars vooral actief waren in Rome.
In de jaren 1660 ontwikkelde hij een zeer persoonlijke stijl van landschapschilderkunst, met de nadruk op het Vlaamse platteland en het plattelandsleven. Hij introduceerde in de voorgrond van zijn landschappen robuuste plattelandsvrouwen, gekleed in felrood, -blauw en -geel. Deze plattelandsvrouwen werden getoond zittend op karren, te voet of op de rug van ezels terwijl ze allerlei voorwerpen, bundels of manden dragen of doorwaadbare plaatsen oversteken. De kunstenaar gebruikte de figuren om te spelen met de visuele effecten van de figuren in het water.
Zijn latere landschappen, geschilderd in Engeland in de jaren 1670 en de jaren 1680, behielden hun Vlaamse karakter doordat ze een universeel thema uitbeeldden. Dit in tegenstelling tot de Nederlandse landschapsschilderijen van de periode, die zich meestal richtten op een enkel aspect van een landschap.

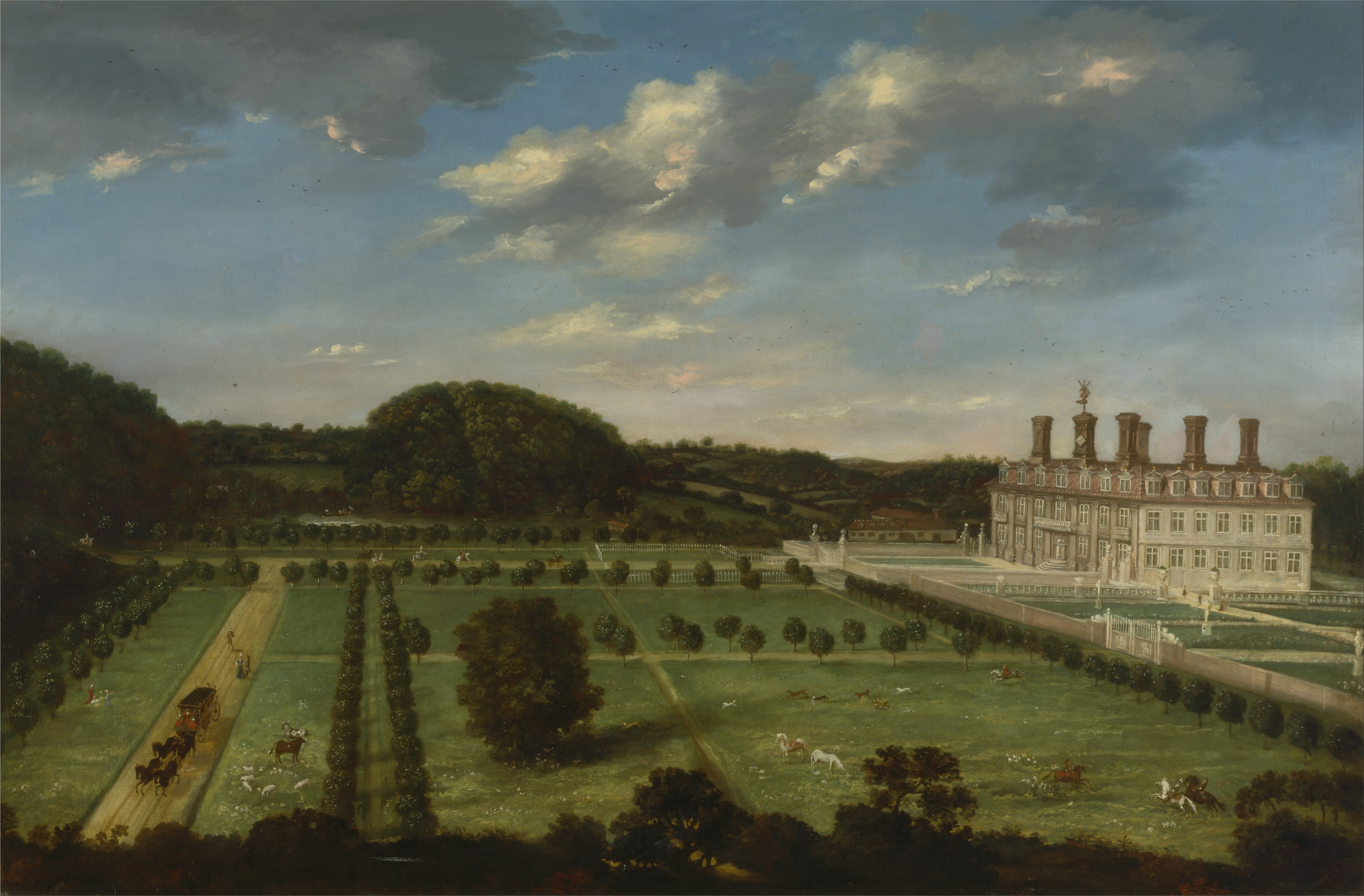
Gezicht op Bayhall, Pembury, Kent

Siberechts schilderde ook jachttaferelen voor zijn Engelse opdrachtgevers. Dit waren de vroegste landhuisportretten in Engeland. Hij gebruikte een vrij gestandaardiseerde opbouw voor deze jachttaferelen: de jachtscène met de jagers en ruiters op de voorgrond en een naturalistische weergave van het statige huis als decor, geplaatst in een mistig en sfeervol landschap. De schilderijen hadden een belangrijke invloed op de ontwikkeling van de Engelse landschapschilderkunst en Siberechts kan als de 'vader van het Britse landschap' worden beschouwd. Deze landschappen hebben ook een belangrijke historische en topografische belang. Siberechts stond aan het begin van een lange traditie van Vlaamse schilders die topografische schilderijen maakten van de landgoederen van de Britse adel, en hij werd hierin gevolgd door kunstenaars zoals Peter Tillemans, Pieter Andreas Rijsbrack en Hendrik Frans de Cort.